# Isiro
Isiro je glavni grad provincije Haut-Uele na sjeveroistoku Demokratske Republike Kongo. Leži između savane i tropske šume. U području se govore francuski, lingala i svahili.
Grad su 1934. osnovale vlasti Belgijskog Konga pod imenom Paulis. I danas je glavna djelatnost stanovništva poljoprivreda, posebice uzgoj kave.
Prema popisu iz 2004. godine, Isiro je imao 147.524 stanovnika.